# Ian Lowe
Ian Lowe (Sídney, 3 de noviembre de 1942) es un académico, ecologista y escritor australiano centrado en temas medioambientales. Licenciado en física, es profesor emérito de Ciencia, Tecnología y Sociedad y exdirector de la Facultad de Ciencias de la Universidad de Griffith. También es profesor adjunto en las universidades de Sunshine Coast y Flinders.
Lowe es autor o coautor de diez libros, más de cincuenta capítulos y más de quinientas publicaciones. Entre sus obras literarias figuran A Big Fix, Reaction Time, Living in the Hothouse, Why vs Why: Nuclear Power y A Voice of Reason. En 2001 fue nombrado oficial de la Orden de Australia por sus servicios a la ciencia, tecnología y medio ambiente.

## Carrera
En 1996 presidió el consejo asesor que elaboró el primer informe nacional sobre el estado del medio ambiente en Australia, y hace parte del grupo de activismo ambiental Sustainable Population Australia. Uno de sus principales intereses es el modo en que las decisiones políticas influyen en el uso de la ciencia y la tecnología, especialmente en los campos de la energía y el medio ambiente.
En 1999 fue miembro de la delegación australiana presente en la Conferencia Mundial de Ciencia de la UNESCO. Escribió durante trece años una columna periódica para la revista New Scientist y también escribe para otras publicaciones, además de colaborar frecuentemente en programas de medios electrónicos. Fue miembro del Consejo Asesor de Salud y Seguridad Radiológica de Australia de 2002 a 2014 y exmiembro o presidente de muchos otros organismos que asesoran a los tres niveles de gobierno en Australia.
Fue presidente de la Fundación Australiana para la Conservación de 2004 a 2014. En abril de 2015 fue nombrado miembro del Comité Asesor de Expertos de la Comisión Real del Ciclo del Combustible Nuclear en Australia del Sur.
En la actualidad es profesor emérito de Ciencia, Tecnología y Sociedad y antiguo director de la Facultad de Ciencias de la Universidad de Griffith. También es profesor adjunto en las universidades de Sunshine Coast y Flinders.

## Obras
- Reaction Time
- Living in the Hothouse
- Why vs Why: Nuclear Power
- A Voice of Reason: Reflections on Australia
- Bigger or Better? Australia's Population Debate
- The Lucky Country? Reinventing Australia